# Gurabárza

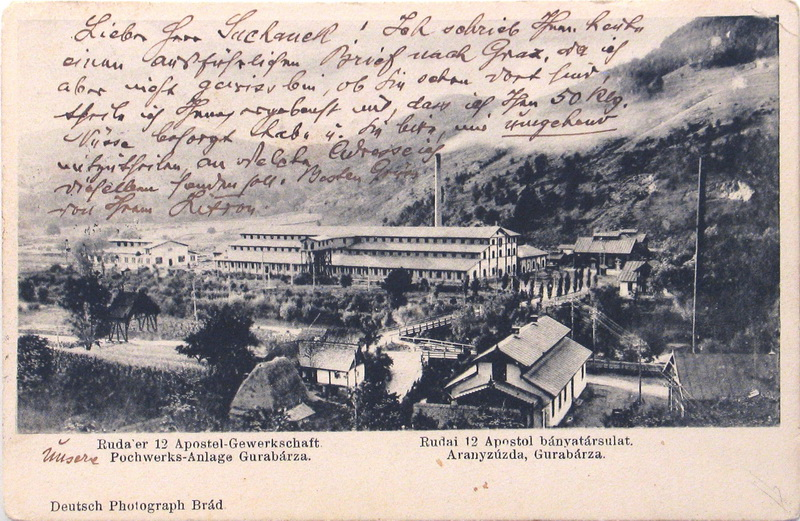
Az aranyzúzók az 1900-as években

Gurabárza (románul: Barza vagy Gura-Barza) falu Romániában, Hunyad megyében.

## Nevének eredete
Neve a román gură ('száj, torkolat') és a Barza pataknév összetételéből való, eredetileg azt a helyet jelölte ahol a Bárza-patak a Fehér-Körösbe folyik. A Barza név valószínűleg nem a 'gólya' jelentésű román barză szóból, hanem egy 'nyírfa' jelentésű szláv *berza szóból ered.

## Fekvése
Brádtól négy kilométerre keletre, a Fehér-Körös két partján fekszik.

## Népessége
- 1910-ben az akkor Kristyorhoz tartozó Gurabárza telepnek 327 lakosa volt, közülük 228 magyar, 77 román és 20 német anyanyelvű; 162 római, 64 görögkatolikus, 48 ortodox, 18 református, 14 evangélikus, 11 unitárius és tíz zsidó vallású.
- 2002-ben összeírt 202 lakosából 201 volt román nemzetiségű, valamennyien ortodox vallásúak.

## Története
Története 1898-ban kezdődött, amikor a német Harkort művekhez tartozó rudai 12 Apostol aranybányavállalat itt, a Bárza-patak fejénél építette fel évi 150–190 ezer tonnás kapacitású ércelőkészítőjét tizennégy nagyobb és négy kisebb, Kaliforniában gyártott aranyzúzóval. Az aranyérc kötélvasúton érkezett a rudai bányából, az üzemet villanyerőmű működtette és gépműhely csatlakozott hozzá. A munkások főként magyar nyelvű római katolikusok voltak. A telepet 1907-től hat kilométeres, keskeny vágányú iparvasút kötötte össze Bráddal.
Miután a román Mica vállalat megvette a bányák koncesszióját, 1924-ben egy ciánozót, 1929-ben egy évi húszezer tonnás, majd 1935-ben egy százezer tonnás kapacitású flotálót, 1936-ban egy tíz éven keresztül működő aranyfinomítót, 1938–40-ben egy 7810 kW-os teljesítményű villanyerőművet épített, a dolgozók számára pedig 1933-ban egy kétezer férőhelyes stadiont, 1936-ban egy tisztviselőkaszinót, 1938-ban pedig egy kétszáz ágyas tüdőszanatóriumot.
Gurabárza 1956-ban vált ki Kristyorból. Az 1950-es években a Ruda környéki bányákon kívül innen irányították a zalatnai és verespataki nemesfémbányákat is. A szocializmus idején az ipartelep közelében, a Fehér-Körös jobb partján is aranybányát nyitottak, a bányászok számára lakótelepet építettek. 1989-ben hatezer bányász dolgozott a környékbeli bányákban, de számuk az 1990-es évek elején a negyedére zuhant vissza, majd 2006-ban az aranybányászat megszűnt.

## Gazdaság
- Hőerőműve látja el energiával Brádot és Kristyort.[1]